# 新金曼-巴特勒 (亞利桑那州)
新金曼-巴特勒（英語：New Kingman-Butler）是位於美國亞利桑那州莫哈維縣的一個人口普查指定地區。根據2010年美國人口普查，該地人口為12134人，而該地的面積約為12.87平方千米。

## 地理
新金曼-巴特勒的座標為35°15′18″N 114°01′14″W / 35.25500°N 114.02056°W，而該地最高點為海拔高度1018米（即3341英尺）。